# جامع نطنز
جامع نطنز (بالفارسية: جامع نطنز) هو مسجد جامع في مدينة نطنز في محافظة أصفهان بإيران، تم بنائه في زمن محمد أولجايتو وولده أبي سعيد بهادر خان. وبُنيت باقى مبانيه في أوقات مختلفة، لكن الفاصل الزمني بينهما صغير. يضم المجمع مسجد جامع وخانقاه وقبر عبد الصمد أصفهاني ومئذنة طولها 37 مترًا.

## معرض الصور

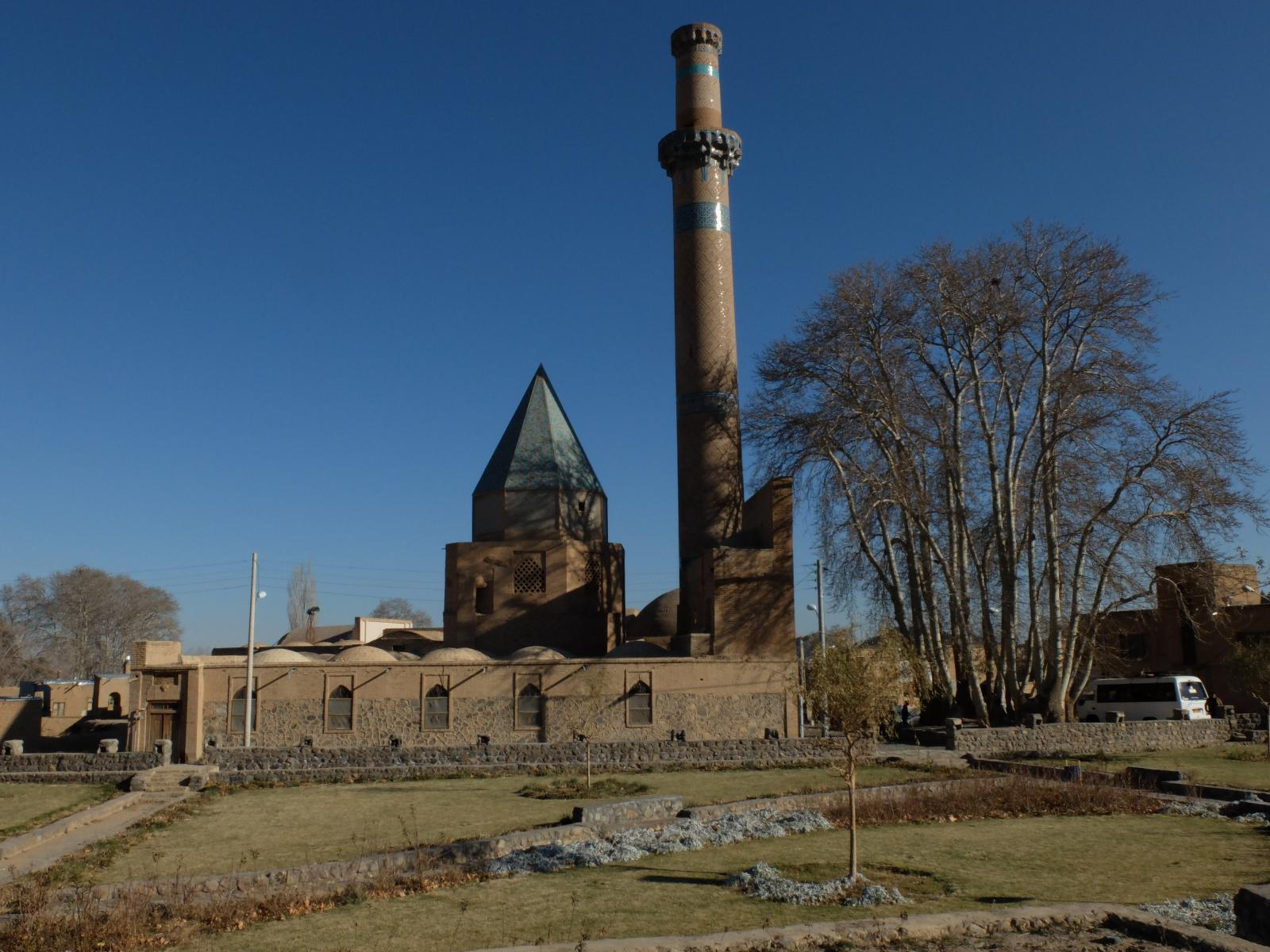
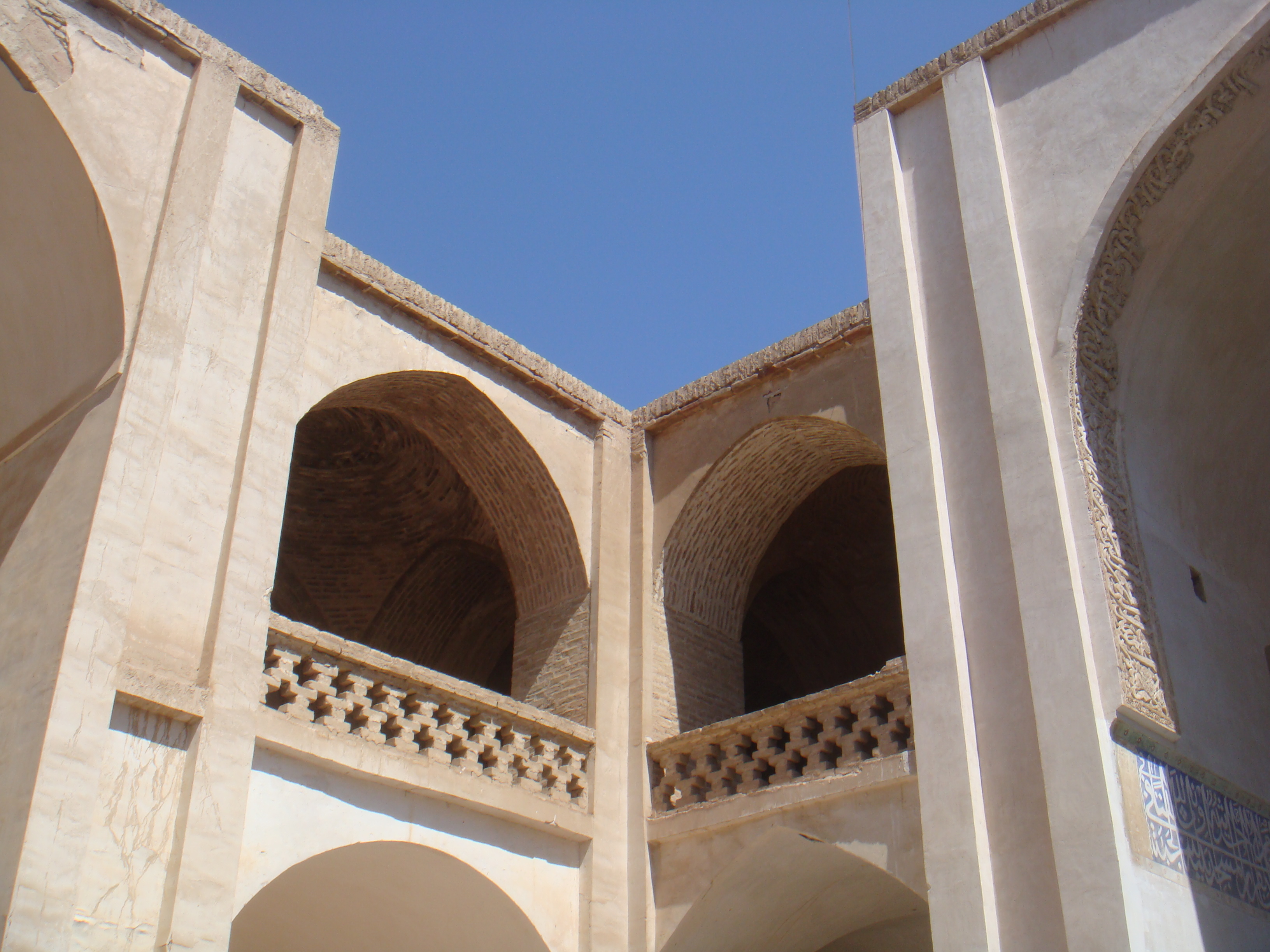
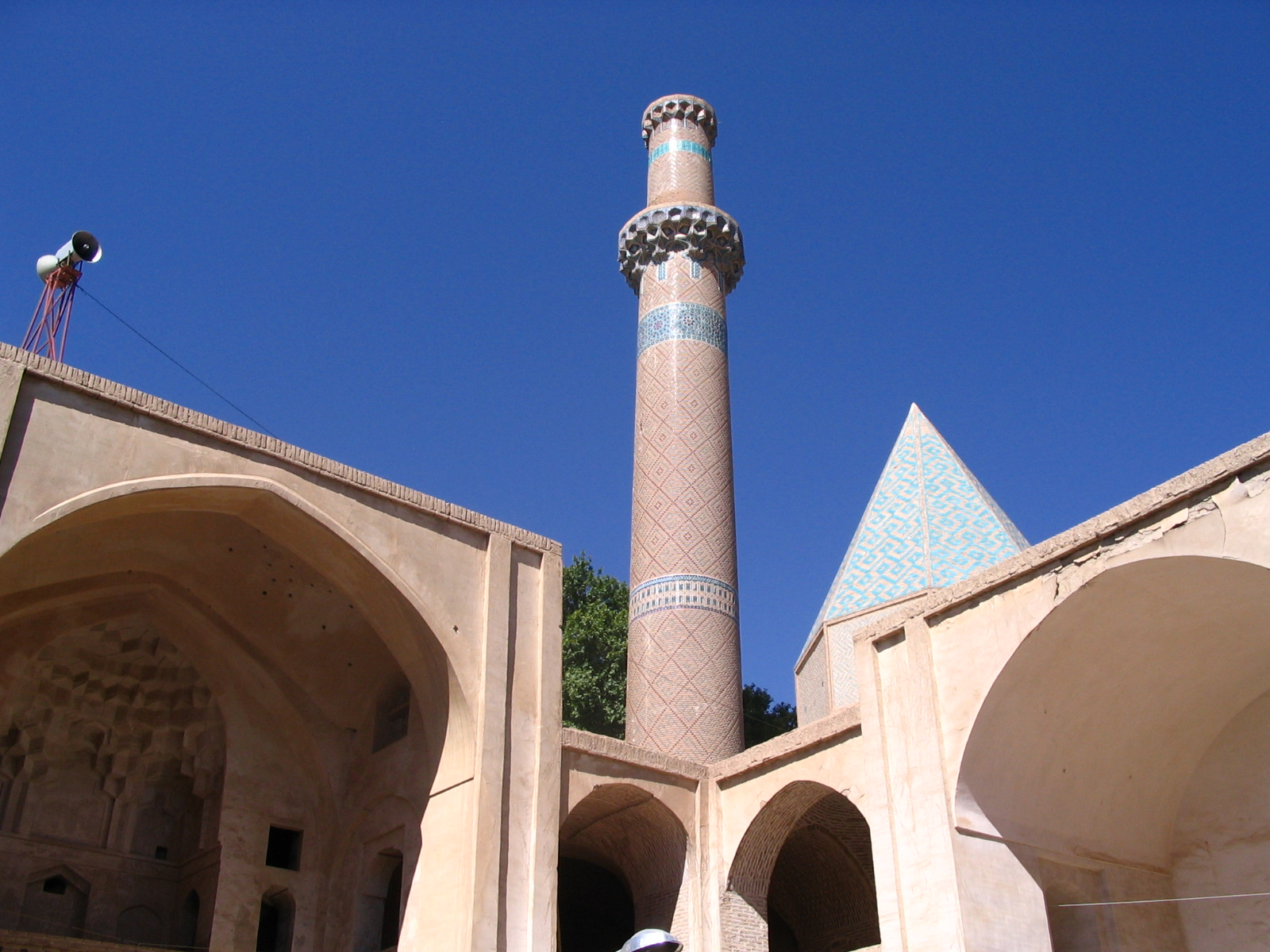
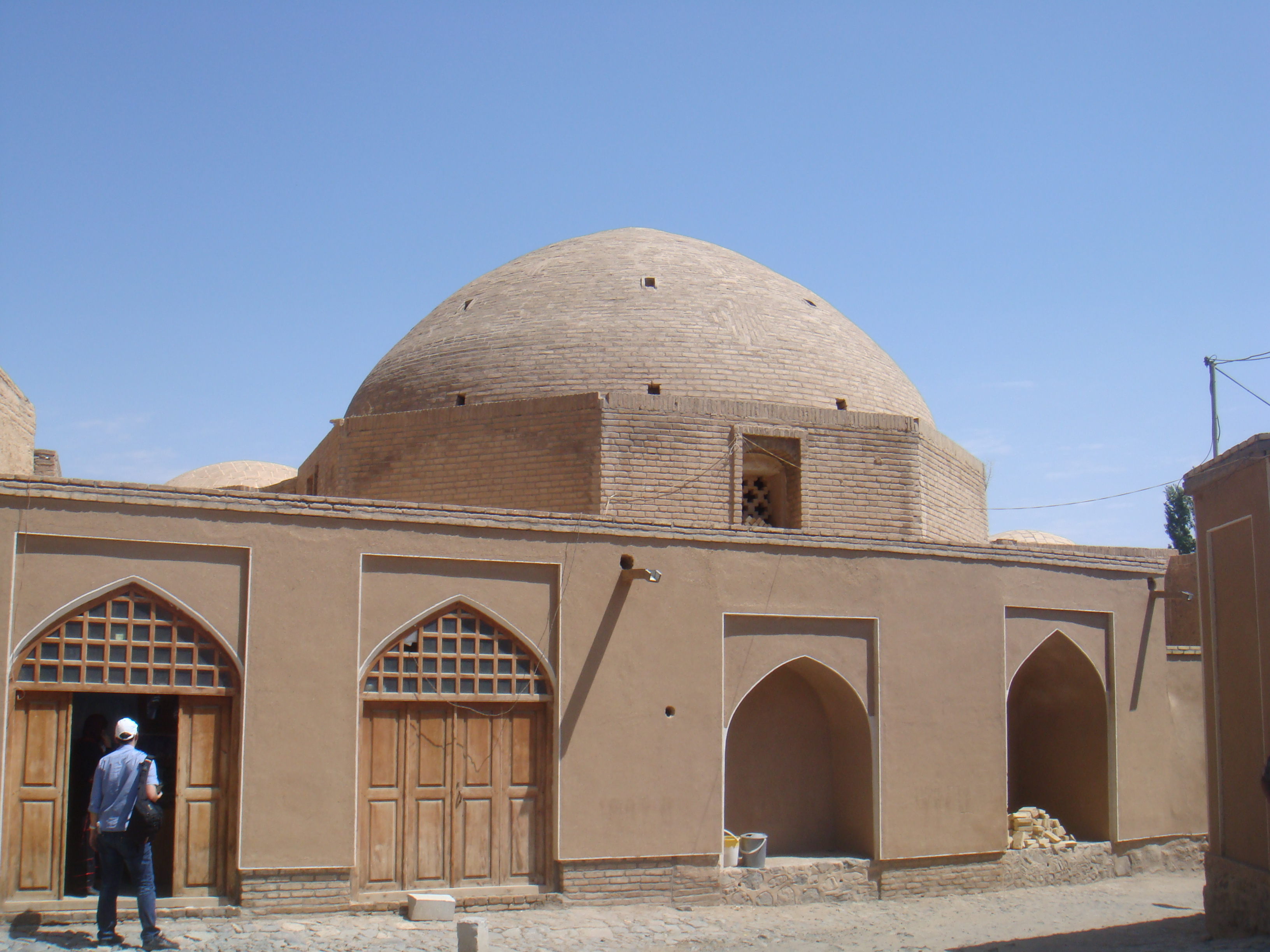
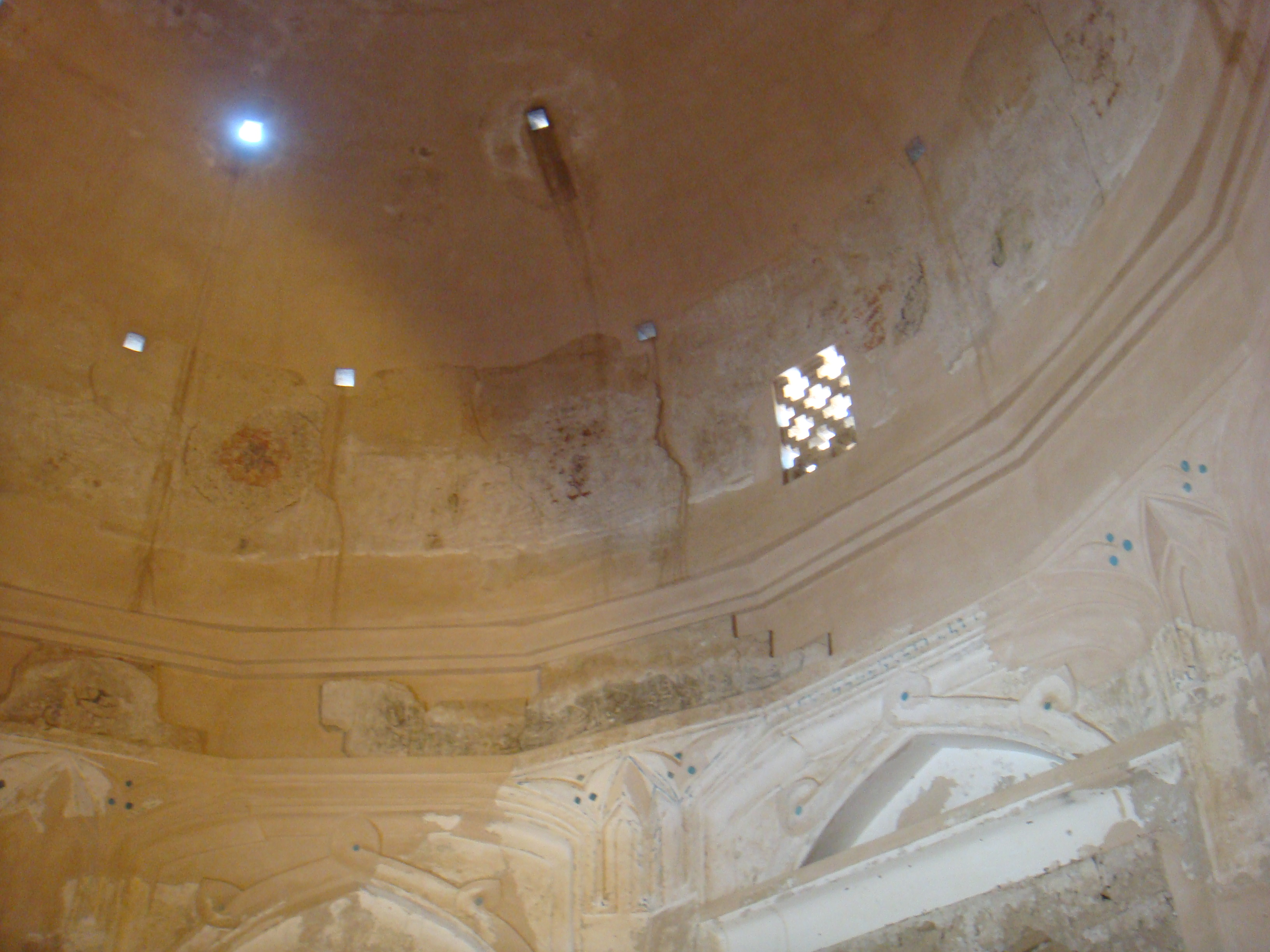
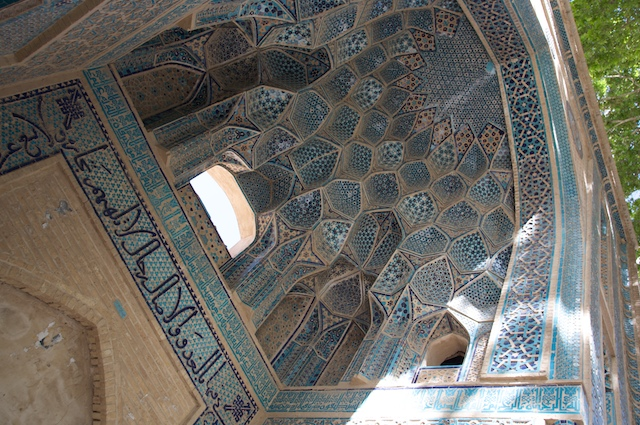
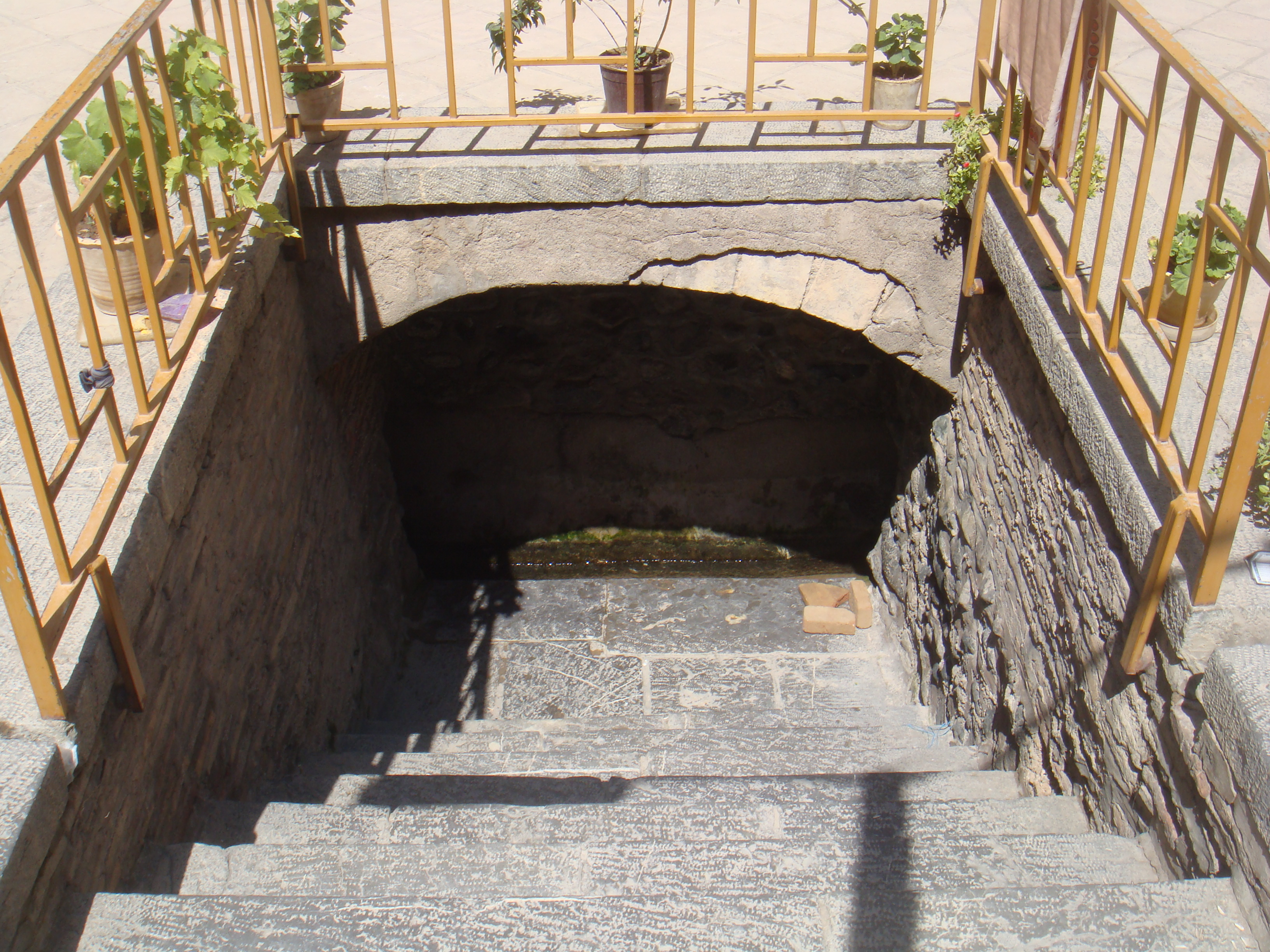
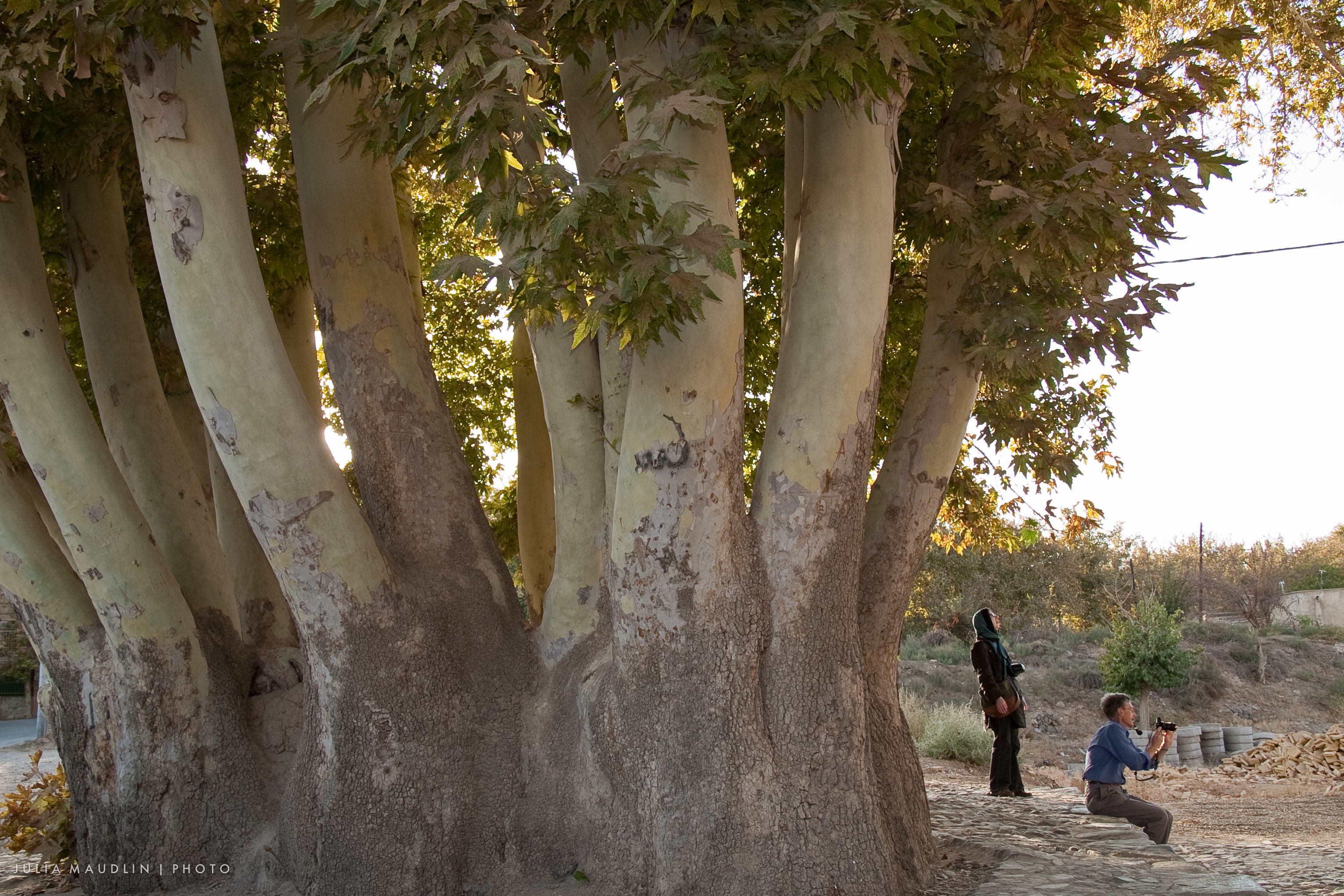

## مراجع

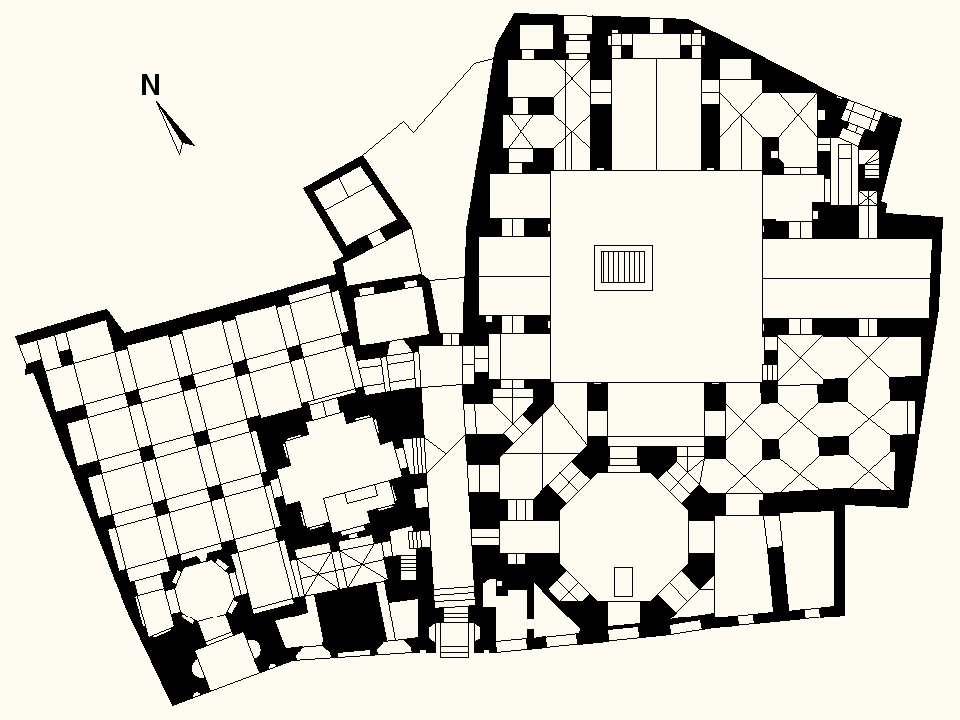
خريطة